# Kaya Shirao

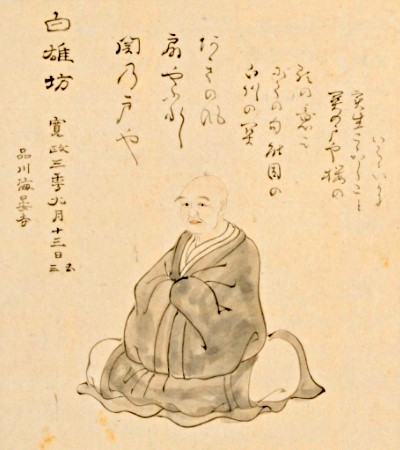
Kaya Shirao

Kaya Shirao (japanisch 加舎 白雄; geboren 3. Oktober 1738 in Edo, Provinz Musashi; gestorben 10. Oktober 1781 daselbst) war ein japanischer Haiku-Poet, neben Yosa Buson und anderen einer der größten Haiku-Wiederbeleber.

## Leben und Wirken
Kaya Shirao wurde in Edo als zweiter Sohn von Kaya Chūbei (加舎 忠兵衛), einem feudalen Gefolgsmann des Fürstentums/-han Ueda (missverständlich englisch „Ueda clan“, eindeutiger „Ueda domain“ etc.), geboren. Er wurde auch Hirata Chūjirō (平田 忠次郎) genannt. Andere Gō sind Sakugarasu (昨烏), Shiraobō (白尾坊), Shunjūan (春秋庵) usw. Er bildete sich unter den Haiku-Poeten Shōroan Chōmei (松露庵 烏明; 1726–1801) und Shirai Chōsui (白井 鳥酔; 1701–1769). Etwa sieben Jahre lang lebte er zusammen mit Chōmei im Stadtteil Nihonbashi. Nach Ende der Ausbildung machte er eine Reise durch verschiedene Landesteile. Im Herbst 1771 veröffentlichte er in Kyōto „Kasari Natsume“ (加佐里那止), eine Abhandlung zur Haiku-Theorie. Er verfasste eigenes Testament und bestand darauf, dass es so ausgeführt wird, wie es verfasst worden ist.
1775, anlässlich der 7. Wiederkehr des Todestages von Chōsui, verlor er die Freundschaft von Chōmei und anderen, die sich von ihm wegen seiner Arroganz abwandten. Er verließ daraufhin Edo. 1780 kehrte er aber nach Edo zurück, bezog in Nihonbashi die „Shunjū-Klause“ (春秋庵) und wirkte nicht nur in der Stadt, sondern in der ganzen Kantō-Region. Zu seinen Schülern, die selbst einflussreich wurden, gehören Suzuki Michihiko (鈴木 道彦; 1757–1819), Tatebe Sōchō (建部 巣兆; 1761–1814) und Kurata Kassan (倉田 葛三; 1762–1818).
Kayas Stil zeichnet sich durch Naturdarstellungen mit moderner Sensibilität aus, was er zum Beispiel in einem Haiku so ausdrückte: „Menschen lieben – Licht und Arbeit – Kirschblüten fallen“. Weitere Werke Kayas sind „Shunjū-kō“ (春秋稿) (1780) und posthum „Sabi shiori“ (寂栞) (1812) und „Shirao yawa“ (白雄夜話) (1833).